# Florrie Forde
Florrie Forde, née Flora May Augusta Flannagan (16 août 1875, Fitzroy - 18 avril 1940), est une chanteuse populaire australienne. Elle devient l’une des artistes de music-hall les plus populaires du début du XXe siècle au Royaume-Uni,.

## Biographie
Originaire d’un actuel quartier de Melbourne, Flora May Augista Flannagan est la sixième des huit enfants de Lott Flannagan, un maçon, et de Phoebe, née Simmons, déjà mère de deux enfants d'un précédent mariage. En 1878, ses parents se séparent. En 1888, Phoebe se marie avec Thomas Ford, un costumier de théâtre. Flora Flannagan est alors placée avec certains de ses frères et sœurs dans un couvent. À l'âge de seize ans, elle s'enfuit pour vivre avec une tante à Sydney. 
Quand elle apparaît pour la première fois sur une scène locale, elle adopte le nom de famille de son beau-père, auquel elle ajoute un «e». En février 1892, elle se produit comme chanteuse au Polytechnic Music Hall, dans l’un de ses premiers spectacles de vaudeville. 
Le 2 janvier 1893, elle se marie avec Walter Emanuel Bew, un agent de police de Sydney. Le 22 novembre 1905, Flora Augusta Flanagan se présente au bureau de l'état civil de Paddington, à Londres, en tant que fille célibataire, avant de se remarier avec Laurence Barnett, un marchand d'art,. 
Le 18 avril 1940, après avoir chanté pour des troupes militaires à Aberdeen, en Écosse, Florrie Forde s’effondre et décède d'une hémorragie cérébrale. Elle est inhumée au cimetière de Streatham Park, à Londres.

## Carrière professionnelle
À partir de 1897, âgée de 21 ans, Florrie Forde s’installe à Londres, où elle devient l’une des stars les plus populaires du music-hall du début du XXe siècle. L’artiste multiplie les premières apparitions dans des salles telles que le South London Palace, le Pavilion et l'Oxford. En 1903, elle réalise son premier enregistrement sonore. En 1936, son répertoire compte près de 700 enregistrements individuels,.
L’artiste est saluée pour sa présence scénique puissante, et se spécialise dans des airs aux refrains puissants dans lesquels le public est encouragé à participer, comme pour Down at the Old Bull and Bush ou Has Anybody Here Seen Kelly ?.
En 1912, elle participe à la première représentation du Royal Variety Performance. Au cours de la Première Guerre mondiale, ses chansons les plus célèbres réunissent Pack Up Your Troubles in Your Old Kit-Bag, It's A Long Way To Tipperary ou Take Me Back to Dear Old Blighty.
Florrie Forde fonde sa propre revue itinérante dans les années 1920. La compagnie permet de lancer de nouvelles étoiles montantes du music-hall.

## Héritage
Le poète anglo-irlandais Louis MacNeice lui rend hommage dans le poème, Death of An Actress. Sa chanson Hold Your Hand Out Naughty Boy est ajoutée au registre Sounds of Australia de la National Film and Sound Archive en 2013,.

## Chansons
Parmi une sélection :
- Daisy Bell (1892)
- Down At The Old Bull And Bush (1903)
- She's a Lassie from Lancashire
- Oh! Oh! Antonio!
- I Do Like To Be Beside The Seaside (1907)
- Has Anybody Here Seen Kelly? (1908)
- Flanagan
- It's A Long Way To Tipperary (1912)
- A Bird in a Gilded Cage (1914)
- Pack Up Your Troubles In Your Old Kit Bag (1915)
- Take Me Back to Dear Old Blighty (1916)
- Hold Your Hand Out, Naughty Boy
- Good-bye-ee! (1917)
- Now I Have to Call him Father

## Filmographie
- 1934 : My Old Dutch de Sinclair Hill
- 1934 : Say It With Flowers de John Baxter